# Just Kids: Jsou to jen děti
Just Kids: Jsou to jen děti (v originále jen Just Kids) je kniha americké zpěvačky a básnířky Patti Smith. Původně ji vydalo v lednu roku 2010 nakladatelství Ecco. Kniha se zabývá jejím dětstvím a uměleckými počátky, ale hlavně vztahem s fotografem Robertem Mapplethorpem.
V roce 2012 vyšla kniha v českém překladu Jaroslava Riedela v nakladatelství Dokořán. V roce 2021 zpracoval Český rozhlas audiopodobu knihy, kterou v premiéře odvysílala stanice Vltava od 12. července v rubrice Osudy.